# Duta virginiensis
Duta virginiensis är en stekelart som först beskrevs av William Harris Ashmead 1893.  Duta virginiensis ingår i släktet Duta och familjen Scelionidae. Inga underarter finns listade i Catalogue of Life.